# Институт морской геологии и геофизики ДВО РАН
Федеральное государственное бюджетное учреждение науки «Институ́т морско́й геоло́гии и геофи́зики ДВО РАН» (ИМГиГ ДВО РАН) — старейшее учреждение академической науки на Дальнем Востоке и первое на Сахалине. Основными научными направлениями института являются геология, геофизика и геоэкология. Многие исследования направлены на изучение природных катастрофических явлений — землетрясений, волн цунами, вулканических извержений, экологических катастроф.
Расположен в Южно-Сахалинске Сахалинской области.

## История
Распоряжением Совета Министров СССР от 23 июня 1946 года № 7930 была образована Сахалинская научно-исследовательская база Академии наук СССР. Директор — академик С. И. Миронов.
Постановлением Президиума АН СССР от 6 октября 1949 года № 23 база реорганизована в Сахалинский филиал АН СССР. Директор — член-корреспондент Б. К. Климов.
Постановлением Президиума АН СССР от 20 мая 1955 г. филиал реорганизован в Сахалинский комплексный научно-исследовательский институт АН СССР, который возглавил доктор геолого-минералогических наук, профессор В. И. Горемыкин (1954—1957), а затем член-корреспондент АН СССР Г. А. Хельквист (1957—1963). В дальнейшем директорами были: кандидат геолого-минералогических наук И. К. Туезов (1963—1969), член-корреспондент АН СССР С. Л. Соловьев (1971—1977), член-корреспондент РАН К. Ф. Сергеев (1978—2003), член-корреспондент РАН Б. В. Левин (2004—2015).
В 1957 году передан в ведение образованного Сибирского отделения АН СССР (СахКНИИ СО АН СССР).
В 1970 году был создан Дальневосточный научный центр АН СССР, в ведение которого передан институт (СахКНИИ ДВНЦ АН СССР).
Постановлением Президиума АН СССР от 25 октября 1984 года № 1287 СахКНИИ переименован в Институт морской геологии и геофизики Дальневосточного научного центра АН СССР.
Институт занимает здание бывшей Центральной научно-исследовательской лаборатории Тоёхара.
С 2015 года Институт возглавляет доктор физико-математических наук Л. М. Богомолов.

## Направления исследований института
Согласно уставу института основными направлениями научной деятельности являются:
Исследование геологического строения, геодинамики дна Тихого океана и его окраинных морей, закономерностей размещения месторождений углеводородов и других полезных ископаемых.
Исследование природных катастроф: землетрясений, вулканизма, цунами и других опасных морских явлений, разработка методов прогноза и оценки риска.
Исследование островных экосистем, экологическая оценка их изменений под воздействием природных и антропогенных факторов в условиях интенсификации деятельности нефтегазового промышленного комплекса.